# Since You Went Away
Since You Went Away (bra: Desde que Partiste; prt: Desde que Tu Partiste) é um filme épico estadunidense de 1944, do gênero drama bélico-romântico, dirigido por John Cromwell, e estrelado por Claudette Colbert, Jennifer Jones, Joseph Cotten e Shirley Temple. O roteiro de David O. Selznick foi baseado no romance "Since You Went Away: Letters to a Soldier from His Wife" (1943), de Margaret Buell Wilder.
A trama retrata a história de uma mulher solitária que começa a questionar amargamente a decisão de seu marido de deixar a família e um lucrativo emprego como publicitário para servir o país durante a Segunda Guerra Mundial.
O filme se passa em uma cidade onde pessoas com entes queridos nas forças armadas tentam lidar com as mudanças em suas vidas e fazer suas próprias contribuições para o esforço de guerra. A cidade fica próxima de uma base militar, e alguns dos personagens são soldados em serviço. Este foi o primeiro dos quatro filmes que Jones e Cotten co-estrelaram juntos.
Apesar de sentimental em algumas partes, "Since You Went Away" é considerado um filme sombrio às vezes sobre os efeitos da guerra nas pessoas. Alguns personagens da frente doméstica lidam intensivamente com o luto, a solidão ou o medo do futuro. Soldados feridos e incapacitados são mostrados em algumas cenas, algo chocante para a época.

## Sinopse
Durante a Segunda Guerra Mundial, com seu marido lutando na linha de frente, Anne Hilton (Claudette Colbert) enfrenta a escassez e o racionamento para cuidar de suas filhas, Jane (Jennifer Jones) e Bridget (Shirley Temple). Questionando as motivações de seu marido em deixar a família e um emprego estável para o serviço militar, Anne aluga um quarto para o Coronel William G. Smollett (Monty Woolley), que começa a ajudá-la financeiramente. Ao lado de Fidelia (Hattie McDaniel), a empregada doméstica, Anne tenta manter sua casa. Porém, a solidão a leva a desenvolver uma relação platônica com o Tenente Tony Willett (Joseph Cotten), trazendo novos desafios e dilemas.

## Elenco
- Claudette Colbert como Sra. Anne Hilton
- Jennifer Jones como Jane Deborah Hilton[a]
- Joseph Cotten como Tenente Tony Willett
- Shirley Temple como Bridget "Brig" Hilton
- Monty Woolley como Coronel William G. Smollett
- Lionel Barrymore como Clérigo
- Robert Walker como Cabo William G. "Bill" Smollett II
- Guy Madison como Marinheiro Harold E. Smith
- Hattie McDaniel como Fidelia
- Agnes Moorehead como Sra. Emily Hawkins
- Alla Nazimova como Zofia Koslowska
- Albert Basserman como Dr. Sigmund Gottlieb Golden
- Keenan Wynn como Tenente Solomon
- Craig Stevens como Danny Williams
- Lloyd Corrigan como Sr. Mahoney, o merceeiro
- Jackie Moran como Johnny Mahoney

Não-creditados
- Dorothy Dandridge como Esposa de Oficial
- Warren Hymer como Soldado
- Rhonda Fleming como Susie Fleming
- Andrew V. McLaglen como Ex-lavrador
- Ruth Roman como Garota na Estação de Trem
- Butterfly McQueen como Sargenta (cena deletada)

## Produção
"Since You Went Away" é um retrato idealizado de uma família estadunidense durante a Segunda Guerra Mundial. O filme se destaca como um exemplo superior das produções patrióticas da época, oferecendo uma visão íntima dos desafios enfrentados pelos que ficaram em casa: racionamento, prioridades redefinidas, sacrifícios pessoais e a ansiedade gerada pelos telegramas do departamento de guerra.
Sob a ótica feminina, o filme explora as dificuldades cotidianas, mas também celebra momentos de reencontros emocionantes e despedidas tocantes, oferecendo um retrato autêntico e humanizado dos tempos turbulentos da guerra.
Margaret Buell Wilder já havia adaptado seu romance epistolar, publicado no ano anterior, anteriormente. Contudo, o produtor David O. Selznick decidiu reescrevê-lo, buscando atualizar e expandir o roteiro para oferecer um retrato abrangente dos Estados Unidos durante a guerra. Embora os aspectos mais sombrios do conflito tenham sido abordados de maneira limitada, a ênfase permaneceu na caracterização da "inabalável fortaleza de 1943: a família estadunidense".
A atriz de teatro Katharine Cornell, conhecida por recusar diversos papéis no cinema, desejava interpretar o papel de Anne, porém Selznick optou por uma estrela mais renomada na indústria cinematográfica. Além de Cornell, Ann Harding, Irene Dunne, Helen Hayes e Rosalind Russell também foram consideradas para o papel. Quando abordada para retratar Anne, Claudette Colbert inicialmente relutou, pois não queria interpretar a mãe de duas filhas adolescentes.
A sequência na estação ferroviária, em que Jennifer Jones corre atrás do trem que leva seu namorado para a frente de batalha, gritando "I love you, darling" ("Eu te amo, querido") repetidamente, tornou-se uma cena significativamente marcante, sendo parodiada no filme "Airplane!" (1980).
A produção marca a estreia cinematográfica de John Derek, assim como a transição de Guy Madison do papel de marinheiro da vida real para o papel de um marinheiro no cinema. Por outro lado, também representa o último trabalho cinematográfico de Alla Nazimova.
Poucos meses após a estreia de "Since You Went Away" nos cinemas, a Metro-Goldwyn-Mayer lançou uma produção com o mesmo tema: o clássico musical "Meet Me in St. Louis", dirigido por Vincente Minnelli, e estrelado por Judy Garland.

## Recepção
Bosley Crowther, em sua crítica para o The New York Times, afirmou que a produção apresenta um roteiro com "um excesso de detalhes emocionais exaustivos". Crowther ficou impressionado com as atuações, mas teve problemas com o filme como um todo:
"Como mãe e centro da família, Claudette Colbert dá um excelente show de emoções galantemente contidas, e Jennifer Jones é surpreendentemente doce como uma filha bem-educada no auge da juventude e do amor. Robert Walker é extremamente cativante como o jovem soldado que tragicamente ela adora, e Shirley Temple, agora crescida com um "frescor adolescente", é vivaz como a irmã mais nova. Monty Woolley faz um personagem cheio de nuances do homem que vem se hospedar; Joseph Cotten é hilário como o playboy da Marinha, e Hattie McDaniel interpreta muito bem seu papel ... Sem dúvida, este seria um filme mais afiado se o Sr. Selznick tivesse encurtado um pouco o tempo, e teria sido consideravelmente mais significativo se ele o tivesse mantido um pouco mais próximo dos meios convencionais. Duas horas e cinquenta e um minutos é muito tempo para focar em um tema bem conhecido – solidão e ansiedade. E é basicamente isso que este filme faz".
O crítico literário Manny Farber, em sua crítica para a The New Republic, escreveu:
"Since You Went Away adere rigidamente a uma filosofia que consiste nas ideias de que apenas coisas felizes, virtuosas ou engraçadas acontecem no lar estadunidense, que apenas os bonitos e corajosos vivem ali, e que qualquer complicação deve ser mais do que equilibrada por recompensas felizes ... No geral, o filme é tão insípido e inconsequente quanto o pão que se compra no supermercado ... Por sua extensão, este é o filme mais ineficaz que já vi".
O resultado final do filme foi um dos mais longos, lacrimosos e bem-sucedidos sobre a Segunda Guerra Mundial. De acordo com Craig Butler, [o filme] "foi interpretado com genuína convicção por um grande elenco, aparentemente tocado também pelo fervor patriótico da época. Claudette Colbert domina o filme com o melhor de sua persona corajosa, algo que ela já havia demonstrado em seu sucesso anterior, So Proudly We Hail! (1943)".
Segundo o crítico e historiador de cinema Ken Wlaschin, este é um dos dez melhores filmes de Claudette Colbert.

### Bilheteria
"Since You Went Away", primeira produção de David O. Selznick desde "Rebecca" (1940), foi um sucesso de bilheteria. De acordo com os registros da United Artists, o filme arrecadou US$ 4.950.000 nacionalmente e US$ 2.156.000 no exterior, totalizando US$ 7.106.000 mundialmente.

## Prêmios e homenagens
| Ano  | Cerimônia | Categoria                                                          | Indicado                           | Resultado | Ref.                 |
| ---- | --------- | ------------------------------------------------------------------ | ---------------------------------- | --------- | -------------------- |
| 1945 | Oscar     | Melhor filme                                                       | David O. Selznick                  | Indicado  | [ 16 ] [ 17 ] [ 18 ] |
| 1945 | Oscar     | Melhor atriz                                                       | Claudette Colbert                  | Indicado  | [ 16 ] [ 17 ] [ 18 ] |
| 1945 | Oscar     | Melhor ator coadjuvante                                            | Monty Woolley                      | Indicado  | [ 16 ] [ 17 ] [ 18 ] |
| 1945 | Oscar     | Melhor atriz coadjuvante                                           | Jennifer Jones                     | Indicado  | [ 16 ] [ 17 ] [ 18 ] |
| 1945 | Oscar     | Melhor direção de arte e decoração de interiores em preto e branco | Mark-Lee Kirk & Victor A. Gangelin | Indicado  | [ 16 ] [ 17 ] [ 18 ] |
| 1945 | Oscar     | Melhor fotografia em preto e branco                                | Stanley Cortez & Lee Garmes        | Indicado  | [ 16 ] [ 17 ] [ 18 ] |
| 1945 | Oscar     | Melhor edição                                                      | Hal C. Kern & James E. Newcom      | Indicado  | [ 16 ] [ 17 ] [ 18 ] |
| 1945 | Oscar     | Melhor trilha sonora                                               | Max Steiner                        | Venceu    | [ 16 ] [ 17 ] [ 18 ] |
| 1945 | Oscar     | Melhores efeitos especiais                                         | John R. Cosgrove & Arthur Johns    | Indicado  | [ 16 ] [ 17 ] [ 18 ] |

O filme foi reconhecido pelo Instituto Americano de Cinema na seguinte lista:
- 2006: 100 Anos...100 Vivas – Indicado[19]

## Mídia doméstica
Em 19 de outubro de 2004, o filme foi lançado em DVD para a Região 1 pela MGM Home Video. Em 21 de novembro de 2017, foi lançado em Blu-ray pela Kino Classics.